# Castéron
Castéron település Franciaországban, Gers megyében. Lakosainak száma 52 fő (2022. január 1.). Castéron Cumont, Glatens, Marsac, Maumusson, Montgaillard, Gaudonville, Mauroux és Pessoulens községekkel határos.

## Népesség
A település népességének változása:
| Lakosok száma | 128  | 97   | 67   | 74   | 56   | 53   | 52   | 52   | 52   | 52   |
|               | 1968 | 1982 | 1990 | 2006 | 2013 | 2015 | 2017 | 2019 | 2020 | 2022 |